# Tulsa 66ers 2008-2009
La stagione 2008-09 dei Tulsa 66ers fu l'8ª nella NBA D-League per la franchigia.
I Tulsa 66ers arrivarono quinti nella Southwest Division con un record di 15-35, non qualificandosi per i play-off.

## Roster
| N° | Naz.                   | Ruolo | Sportivo         | Anno | Alt. | Peso |
| -- | ---------------------- | ----- | ---------------- | ---- | ---- | ---- |
| 00 | Stati Uniti (bandiera) | A     | Chris Ellis      | 1984 | 206  | 121  |
| 7  | Stati Uniti (bandiera) | G     | Antoine Jordan   | 1983 | 193  | 85   |
| 10 | Stati Uniti (bandiera) | G     | Derrick Dial     | 1975 | 193  | 83   |
| 11 | Stati Uniti (bandiera) | G     | Adam Liberty     | 1984 | 188  | 86   |
| 14 | Stati Uniti (bandiera) | G     | Shaun Livingston | 1985 | 201  | 83   |
| 15 | Stati Uniti (bandiera) | G     | Gary Ervin       | 1983 | 180  | 82   |
| 17 | Stati Uniti (bandiera) | A     | Moses Ehambe     | 1986 | 198  | 91   |
| 21 | Stati Uniti (bandiera) | A     | Ronald Dupree    | 1981 | 201  | 95   |
| 21 | Stati Uniti (bandiera) | AC    | Herbert Hill     | 1984 | 203  | 107  |
| 21 | Stati Uniti (bandiera) | G     | Marcus Hill      | 1978 | 196  | 88   |
| 22 | Stati Uniti (bandiera) | G     | Terrell Everett  | 1984 | 193  | 84   |
| 22 | Panama (bandiera)      | A     | Gary Forbes      | 1985 | 201  | 100  |
| 23 | Stati Uniti (bandiera) | G     | Jeremy Kelly     | 1982 | 196  | 93   |
| 32 | Stati Uniti (bandiera) | A     | Chris Richard    | 1984 | 206  | 122  |
| 33 | Nigeria (bandiera)     | A     | Yemi Ogunoye     | 1985 | 206  | 95   |
| 41 | Stati Uniti (bandiera) | A     | Keith Clark      | 1987 | 203  | 111  |
| 44 | Stati Uniti (bandiera) | A     | Ryan Humphrey    | 1979 | 203  | 107  |
| 99 | Stati Uniti (bandiera) | C     | Steven Hill      | 1985 | 213  | 112  |
|    | Stati Uniti (bandiera) | G     | Kyle Weaver      | 1986 | 198  | 91   |
|    | Stati Uniti (bandiera) | A     | D.J. White       | 1986 | 206  | 114  |

## Staff tecnico
- Allenatore: Paul Woolpert
- Vice-allenatore: Greg Minor
- Preparatore atletico: Anthony Aldridge